# Kroonduif (vogel)
De kroonduif of gewone kroonduif (Goura cristata) is een endemische vogelsoort uit Nieuw-Guinea.

## Kenmerken
Hij wordt ongeveer 80 centimeter lang en heeft een gewicht van ongeveer 2,5 kilogram. De kroonduif is een duif die zich in hoofdzaak op de grond ophoudt, waar hij zijn voedsel bij elkaar scharrelt. Hoewel hij kan vliegen doet hij dit zelden. Het verenkleed is blauw met donkere vleugels. Een merkwaardig kenmerk is de waaiervormige verenrij op de kop.

## Voortplanting
Het nest wordt in een boom gemaakt en er wordt één ei in gelegd dat in 4 weken wordt uitgebroed. Het jong vliegt pas uit als het ongeveer 1 maand oud is en wordt vaak minstens 1,5 maand begeleid en gevoerd, alvorens het voor zichzelf kan zorgen. Kroonduiven kunnen oud worden. Vogels die meer dan 20 jaar oud zijn kunnen met succes in gevangenschap broedsels grootbrengen. Er zijn meldingen van kroonduiven die ouder dan 40 jaar zijn geworden.

## Voorkomen en leefgebied
De kroonduif komt voor in moerassen en bosrijke streken op eilanden westelijk van Nieuw-Guinea zoals Misool, Waigeo, Salawati en Batanta. Verder op Vogelkop (West-Papoea) en ook op de Ceram (Zuid-Molukken) in Indonesië. In de Zuid-Molukken is deze vogelsoort zeer waarschijnlijk geïntroduceerd.
Tot in de 20ste eeuw was het een algemene vogel. Op het vasteland van Nieuw-Guinea en op de eilanden Salawati en Ceram is het plaatselijk nog een vrij algemene vogel, maar op Batanta en op sommige plaatsen in West-Papoea is de vogel uitgeroeid.
Het leefgebied bestaat uit bossen die een gedeelte van het jaar onder water staan en heuvellandbos tot op een hoogte van 350 m boven de zeespiegel.

## Status en bedreiging
De grootte van de populatie wordt geschat op 2500-10.000 volwassen vogels. Op de Rode lijst van de IUCN heeft deze soort de status kwetsbaar. De vogel wordt bejaagd, hoewel de jachtdruk lager is dan die voor de andere soorten kroonduiven die in Papoea-Nieuw-Guinea voorkomen. Bovendien bestaat er (illegale) handel in deze vogel die als siervogel zeer gewild is. Verder wordt het leefgebied bedreigd door houtkap en de aanleg van wegen voor de exploitatie van hout en mineralen. Hierdoor wordt de habitat weer gemakkelijker toegankelijk voor stropers.  De kroonduif valt onder  de overeenkomst inzake de internationale handel in bedreigde soorten wilde dieren en planten.